# Cosmosoma teuthras
Cosmosoma teuthras là một loài bướm đêm thuộc phân họ Arctiinae, họ Erebidae.